# André Luiz Ramos
André Luiz Ramos, född 20 januari 1970, är en friidrottare från Brasilien. Han deltog vid olympiska sommarspelen 2004.